# David de Miranda
David Pérez Sánchez conocido artísticamente como David de Miranda (Trigueros, Huelva; 13 de septiembre de 1993) es un torero español que tomó la alternativa en agosto de 2016 en Huelva.

## Biografía
David de Miranda nació en la localidad de Trigueros, en la Provincia de Huelva el 13 de septiembre de 1993.
David de Miranda se aficionó a los toros por influencia de su tío José Ramos, ganadero de ganado bravo, y no es hasta los dieciocho años cuando le da los primeros lances a una vaca.

## Carrera profesional
Hizo su debut en público el 17 de julio de 2011.
Debutó como novillero con picadores en la Plaza de toros de Huelva el 16 de marzo de 2014, estando acartelado junto a Posada de Maravillas y Lama de Góngora con novillos de Martín Lorca, salió por la puerta grande tras cortar 3 orejas a sus novillos.
Debutó en las ventas el 19 de abril de 2015 con un encierro del Puerto de San Lorenzo estando acartelado junto a Tomás Angulo y Andrés Roca Rey.
Toma la alternativa el 5 de agosto de 2016 en la plaza de toros de Huelva, teniendo de padrino a José Tomás y de testigo a López Simón, el toro "distante" de Victoriano del Río fue el que le dio la alternativa y al que le corto las dos orejas con las que salió por la puerta grande.
Confirma la alternativa en Madrid el 24 de mayo de 2019 abriendo la puerta grande tras cortar 2 orejas teniendo a el Juli de padrino y Paco Ureña de testigo, con toros de Juan Pedro Domecq.
Confirma la alternativa en Nimes el 8 de junio de 2019 tras su buena actuación en Madrid, lo hace teniendo de padrino a Antonio Ferrera y de testigo a Román y Toñete con toros de Jandilla.

### Cuadrilla
Apoderado: José Luis Pereda
Banderilleros:
Manuel José Contreras Acuña
Jesús Arruga Gracia
Fernando Manuel Pereira Torres
Picadores:
José Manuel Mora Cartes
Rafael Carbonell Rodríguez
Mozo de espada: Alfredo Fernández García-Izquierdo

### Estadísticas

#### Novillero con picadores
| Año  | Festejos | Reses lidiadas | Orejas | Rabos | Indultos |
| ---- | -------- | -------------- | ------ | ----- | -------- |
| 2014 | 26       | 54             | 42     | 3     | 0        |
| 2015 | 23       | 46             | 39     | 4     | 0        |
| 2016 | 5        | 10             | 6      | 0     | 0        |

#### Matador de toros
| Año  | Festejos | Reses lidiadas | Orejas | Rabos | Indultos |
| ---- | -------- | -------------- | ------ | ----- | -------- |
| 2016 | 5        | 10             | 13     | 0     | 0        |
| 2017 | 6        | 12             | 10     | 0     | 0        |
| 2018 | 8        | 16             | 10     | 0     | 0        |
| 2019 | 24       | 49             | 39     | 1     | 0        |
| 2020 | 7        | 14             | 12     | 1     | 0        |
| 2021 | 10       | 22             | 25     | 1     | 0        |